# Campeonato Europeu de Patinação Artística no Gelo de 1967
O Campeonato Europeu de Patinação Artística no Gelo de 1967 foi a quinquagésima nona edição do Campeonato Europeu de Patinação Artística no Gelo, um evento anual de patinação artística no gelo organizado pela União Internacional de Patinação (em inglês:  International Skating Union) onde os patinadores artísticos competem pelo título de campeão europeu. A competição foi disputada na cidade de Liubliana, Iugoslávia.

## Eventos
- Individual masculino
- Individual feminino
- Duplas
- Dança no gelo

## Medalhistas
| Evento                        | Ouro                                                   | Prata                                                    | Bronze                                                        |
| Individual masculino detalhes | Emmerich Danzer · Áustria                              | Wolfgang Schwarz · Áustria                               | Ondrej Nepela · Tchecoslováquia                               |
| Individual feminino detalhes  | Gabriele Seyfert · Alemanha Oriental                   | Hana Mašková · Tchecoslováquia                           | Zsuzsa Almássy · Hungria                                      |
| Duplas detalhes               | Liudmila Belousova · Oleg Protopopov · União Soviética | Margot Glockshuber · Wolfgang Danne · Alemanha Ocidental | Heidemarie Steiner · Heinz-Ulrich Walther · Alemanha Oriental |
| Dança no gelo detalhes        | Diane Towler · Bernard Ford · Reino Unido              | Yvonne Suddick · Malcolm Cannon · Reino Unido            | Brigitte Martin · Francis Gamichon · França                   |

## Resultados

### Individual masculino
| Pos.              | Nome                | Nacionalidade      |
| ----------------- | ------------------- | ------------------ |
| Medalha de ouro   | Emmerich Danzer     | Áustria            |
| Medalha de prata  | Wolfgang Schwarz    | Áustria            |
| Medalha de bronze | Ondrej Nepela       | Tchecoslováquia    |
| 4                 | Patrick Péra        | França             |
| 5                 | Sergei Chetverukhin | União Soviética    |
| 6                 | Robert Dureville    | França             |
| 7                 | Günter Zöller       | Alemanha Oriental  |
| 8                 | Peter Krick         | Alemanha Ocidental |
| 9                 | Philippe Pélissier  | França             |
| 10                | Marian Filc         | Tchecoslováquia    |
| 11                | Günter Anderl       | Áustria            |
| 12                | Jenő Ébert          | Hungria            |
| 13                | Michael Williams    | Reino Unido        |
| 14                | Jürgen Eberwein     | Alemanha Ocidental |
| 15                | Josef Tuma          | Tchecoslováquia    |
| 16                | Zdzisław Pieńkowski | Polônia            |
| 17                | Daniel Höner        | Suíça              |
| 18                | Reinhard Mirmseker  | Alemanha Oriental  |
| 19                | Tony Berntler       | Suécia             |
| 20                | Arne Hoffmann       | Dinamarca          |

### Individual feminino
| Pos.              | Nome                  | Nacionalidade      |
| ----------------- | --------------------- | ------------------ |
| Medalha de ouro   | Gabriele Seyfert      | Alemanha Oriental  |
| Medalha de prata  | Hana Mašková          | Tchecoslováquia    |
| Medalha de bronze | Zsuzsa Almássy        | Hungria            |
| 4                 | Sally-Anne Stapleford | Reino Unido        |
| 5                 | Beatrix Schuba        | Áustria            |
| 6                 | Monika Feldmann       | Alemanha Ocidental |
| 7                 | Elisabeth Mikula      | Áustria            |
| 8                 | Elena Shcheglova      | União Soviética    |
| 9                 | Petra Ruhrmann        | Alemanha Ocidental |
| 10                | Beate Richter         | Alemanha Oriental  |
| 11                | Zsuzsa Szentmiklóssy  | Hungria            |
| 12                | Sylvaine Duban        | França             |
| 13                | Linda Davis           | Reino Unido        |
| 14                | Martina Clausner      | Alemanha Oriental  |
| 15                | Rita Trapanese        | Itália             |
| 16                | Marie Vichova         | Tchecoslováquia    |
| 17                | Micheline Joubert     | França             |
| 18                | Eva Casparcova        | Tchecoslováquia    |
| 19                | Britt Elfving         | Suécia             |
| 20                | Pia Zürcher           | Suíça              |
| 21                | Barbara Warminska     | Polônia            |
| 22                | Jette Vad             | Dinamarca          |
| 23                | Katjusa Derenda       | Iugoslávia         |
| 24                | Elena Mois            | Romênia            |

### Duplas
| Pos.              | Nome                                      | Nacionalidade      |
| ----------------- | ----------------------------------------- | ------------------ |
| Medalha de ouro   | Liudmila Belousova / Oleg Protopopov      | União Soviética    |
| Medalha de prata  | Margot Glockshuber / Wolfgang Danne       | Alemanha Ocidental |
| Medalha de bronze | Heidemarie Steiner / Heinz-Ulrich Walther | Alemanha Oriental  |
| 4                 | Gudrun Hauss / Walter Häfner              | Alemanha Ocidental |
| 5                 | Tatiana Sharanova / Anatoli Evdokimov     | União Soviética    |
| 6                 | Tamara Moskvina / Alexei Mishin           | União Soviética    |
| 7                 | Brigitte Weise / Michael Brychcy          | Alemanha Oriental  |
| 8                 | Janina Poremska / Piotr Sczypa            | Polônia            |
| 9                 | Bohunka Weise / Jan Sramek                | Tchecoslováquia    |
| 10                | Monique Mathys / Yves Aellig              | Suíça              |
| 11                | Marianne Streifler / Herbert Wiesinger    | Alemanha Ocidental |
| 12                | Irene Müller / Hans-Georg Dallmer         | Alemanha Oriental  |
| 13                | Evelyne Schneider / Wilhelm Bietak        | Áustria            |
| 14                | Mona Szabo / Pierre Szabo                 | Suíça              |
| 15                | Linda Bernard / Raymond Wilson            | Reino Unido        |
| 16                | Anci Dolenc / Mitja Sketa                 | Iugoslávia         |
| 17                | Annikken Stoa / Erik Grunert              | Noruega            |

### Dança no gelo
| Pos.              | Nome                                    | Nacionalidade      |
| ----------------- | --------------------------------------- | ------------------ |
| Medalha de ouro   | Diane Towler / Bernard Ford             | Reino Unido        |
| Medalha de prata  | Yvonne Suddick / Malcolm Cannon         | Reino Unido        |
| Medalha de bronze | Brigitte Martin / Francis Gamichon      | França             |
| 4                 | Janet Sawbridge / Jon Lane              | Reino Unido        |
| 5                 | Gabriele Matysik / Rudi Matysik         | Alemanha Ocidental |
| 6                 | Jitka Babická / Jaromír Holan           | Tchecoslováquia    |
| 7                 | Annerose Baier / Eberhard Rüger         | Alemanha Oriental  |
| 8                 | Irina Grishkova / Viktor Rizhkin        | Hungria            |
| 9                 | Edit Mató / Karoly Csanády              | Hungria            |
| 10                | Liudmila Pakhomova / Alexander Gorshkov | União Soviética    |
| 11                | Dana Novotna / Jaroslav Hainz           | Tchecoslováquia    |
| 12                | Milena Tumova / Josef Pesek             | Tchecoslováquia    |
| 13                | Heide Mezger / Herbert Rothkappl        | Áustria            |
| 14                | Susanna Carpani / Sergio Pirelli        | Itália             |
| 15                | Ilona Berecz / István Sugár             | Hungria            |
| 16                | Norma Allwelt / Michael Schmidt         | Alemanha Oriental  |
| 17                | Truus Gerardts / Ronald du Burck        | Países Baixos      |
| 18                | Angelika Trojahn / Joachim Metz         | Alemanha Ocidental |

## Quadro de medalhas
| Ordem | País               | Medalha de ouro | Medalha de prata | Medalha de bronze |    | Ordem por total |
| ----- | ------------------ | --------------- | ---------------- | ----------------- | -- | --------------- |
| 1     | Áustria            | 1               | 1                |                   | 2  | 1               |
| 1     | Reino Unido        | 1               | 1                |                   | 2  | 1               |
| 3     | Alemanha Oriental  | 1               |                  | 1                 | 2  | 1               |
| 4     | União Soviética    | 1               |                  |                   | 1  | 5               |
| 5     | Tchecoslováquia    |                 | 1                | 1                 | 2  | 1               |
| 6     | Alemanha Ocidental |                 | 1                |                   | 1  | 5               |
| 7     | França             |                 |                  | 1                 | 1  | 5               |
| 7     | Hungria            |                 |                  | 1                 | 1  | 5               |
| TOTAL | TOTAL              | 4               | 4                | 4                 | 12 | —               |